# Giải đua xe Công thức 1 2020

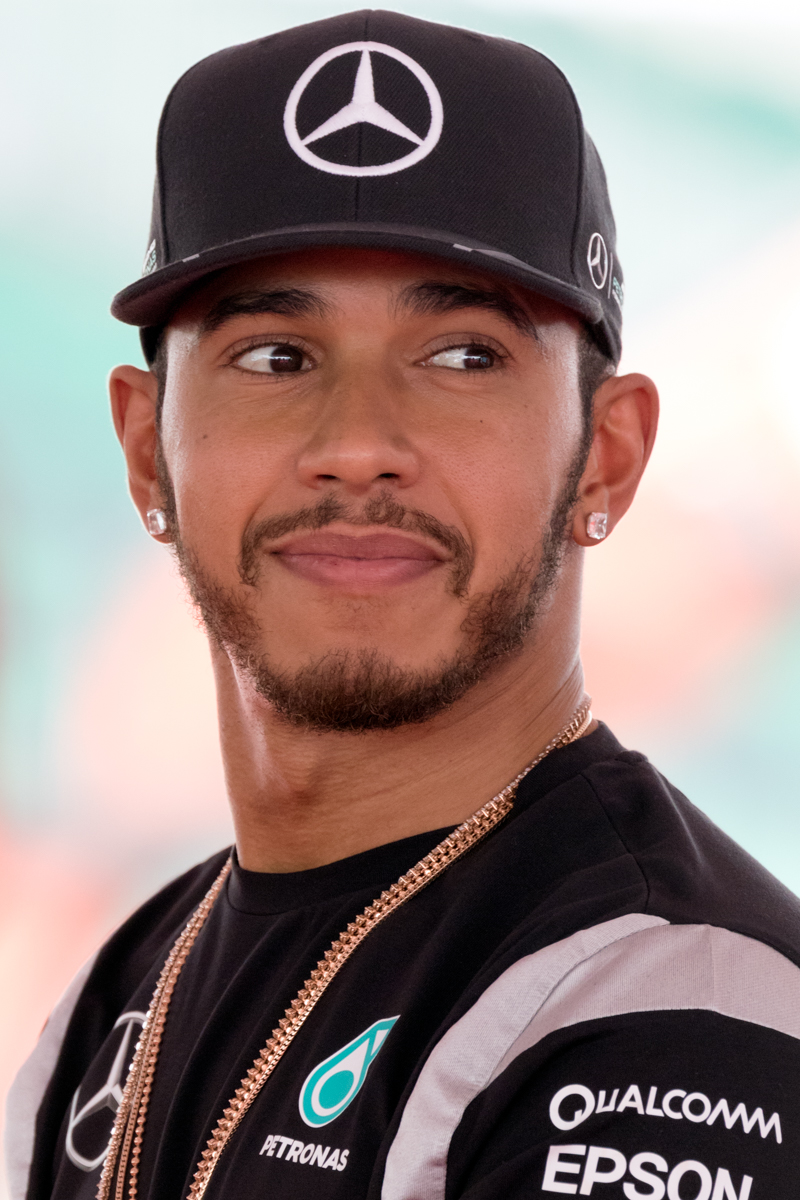
Lewis Hamilton vô địch mùa giải F1 2020

Giải đua xe Công thức 1 2020 là mùa giải lần thứ 71 của giải đua xe  Công thức 1. Đây là giải đua xe cấp cao nhất của thể loại xe bánh hở và được điều hành bởi Liên đoàn Ô tô quốc tế.
Do tác động của đại dịch covid-19 nên giải đua được rút ngắn còn 17 chặng đua, diễn ra từ tháng 7/2020 và kết thúc vào tháng 12/2020. Giải đua có 10 đội đua và 23 tay đua tranh tài (bao gồm cả tay đua dự bị.)
Tay đua vô địch là Lewis Hamilton. Anh san bằng kỷ lục 7 lần vô địch F1 của huyền thoại Michael Schumacher.

## Diễn biến chính
Đầu mùa giải: Hồi tháng 3/2020, các đội đua đã có mặt ở Úc để chuẩn bị cho chặng đua F1 ở đây. Tuy nhiên chặng đua này đã bị hủy do có thành viên của đội Mclaren bị nhiễm Covid-19. Sau đó thì mùa giải bị hoãn tới tháng Bảy. Lịch thi đấu cũng bị xáo trộn, có nhiều chặng đua bị hủy (trong đó có GP Việt Nam) và nhiều chặng đua mới được bổ sung.
Hai chặng đua đầu tiên diễn ra ở trường đua Red Bull Ring mang tên GP Áo và GP Styria. Người chiến thắng GP Áo là Valtteri Bottas, trong khi Lando Norris cũng có lần đầu lên podium.  Lewis Hamilton chiến thắng chặng đua thứ 2 GP Styria. Chặng đua này chứng kiến hai tay đua Ferrari là Charles Leclerc và Sebastian Vettel đã tự loại nhau.
Hamilton tiếp tục có chiến thắng tương đối dễ dàng chặng 3-GP Hungary.
Chặng 4 và chặng 5 diễn ra ở trường đua Silverstone. Sergio Pérez là tay đua F1 đầu tiên bị nhiễm covid-19 nên không tham gia hai chặng đua này. Người đua thay anh là Nico Hulkenberg. Chặng 4 mang tên GP Anh, Lewis Hamilton khi đang dẫn đầu, sắp về đích thì bị nổ lốp nhưng anh vẫn kịp giành chiến thắng, đồng đội Bottas thì không gặp may như vậy, anh cũng bị hỏng lốp để rơi xuống P11. Chặng 5 mang tên GP 70 năm, để kỷ niệm giải đua F1 70 năm tuổi. Max Verstappen là người chiến thăng chặng đua mang tính kỷ niệm này.
Lewis Hamilton sau đó giành pole và chiến thắng cách biệt ở chặng 6-GP Tây Ban Nha và chặng 7-GP Bỉ.
Bất ngờ lớn đã xảy ra ở chặng 8-GP Italia ở trường đua Monza. Tay đua của đội AlphaTauri là Pierre Gasly có lần đầu tiên chiến thắng chặng đua F1. Tay đua người Pháp đã tận dụng được cơ hội trời cho từ việc Lewis Hamilton bị phạt và Max Verstappen bị hư động cơ. Chặng 9-GP Tuscany cũng diễn ra ở Italia nhưng là ở trường đua Mugello, Gasly và Verstappen va chạm với nhau ở pha xuất phát khiến cho cả 2 phải bỏ cuộc và xe an toàn phải xuất hiện. Ngay khi hết xe an toàn (vòng 6), lại xảy ra tai nạn liên hoàn giữa Carlos Sainz jr, Kevin Magnussen, Antonio Giovinazzi và Nicholas Latifi khi các tay đua chuẩn bị xuất phát, khiến cho cuộc đua phải tạm dừng. Đến vòng 45, cuộc đua phải tạm dừng một lần nữa sau khi Lance Stroll tông rào. Trong cuộc đua hỗn loạn này chỉ có hai tay đua Mercedes luôn ung dung ở 2 vị trí dẫn đầu với chiến thắng thuộc về Hamilton.
Hamilton chững lại một chút ở chặng 10-GP Nga (về 3, người chiến thắng chặng này là Bottas) trước khi có serie 5 chiến thắng liên tiếp từ chặng 11 đến chặng 15. Chiến thắng ở chặng 12-GP Bồ Đào Nha giúp cho Hamilton độc chiếm kỷ lục tay đua có nhiều chiến thắng nhất. Còn chiến thắng chặng đua 14-GP Thổ Nhĩ Kỳ từ vị trí thứ 6 giúp cho Hamilton cân bằng số lần vô địch (7 lần) với huyền thoại Micheal Schumacher.
Sau khi giành chiến thắng chặng 15- GP Bahrain thì Hamilton mắc covid-19 nên phải nghỉ chặng 16-GP Sakhir. GP Bahrain xảy ra tai nạn kinh hoàng của tay đua Romain Grosjean, chiếc xe của tay đua người Pháp tông rào, bị gãy làm đôi và bốc cháy. Grosjean kịp thời thoát ra và chỉ bị phỏng nhẹ.
Ở GP Sakhir, người đua thay Hamilton là George Russell đã dẫn đầu cuộc đua ở lượt chạy đầu tiên. Tuy nhiên đội đua Mercedes đã liên tục phạm lỗi pitstop khiến cho Russell bị tụt xuống tận P9. Người chiến thắng bất ngờ là Sergio Pérez cho đã có lúc anh bị tụt xuống cuối đoàn ở đầu cuộc đua, đây cũng là chiến thắng F1 đầu tiên trong sự nghiệp của Perez.
Mùa giải F1 2020 hạ màn ở GP Abu Dhabi (chặng 17) với chiến thắng dễ dàng giành cho Max Verstappen

## Danh sách tham gia
Dưới đây là các đội đua và các tay đua đã tham gia mùa giải Formula 1 2020.
| Đội đua                       | Đối tác động cơ           | Khung xe | Động cơ             | Tay đua     | Tay đua                                                   | Tay đua              |
| Đội đua                       | Đối tác động cơ           | Khung xe | Động cơ             | Số xe       | Tay đua                                                   | Số chặng             |
| ----------------------------- | ------------------------- | -------- | ------------------- | ----------- | --------------------------------------------------------- | -------------------- |
| Alfa Romeo Racing Orlen       | Alfa Romeo Racing-Ferrari | C39      | Ferrari 065         | 7 99        | Kimi Räikkönen Antonio Giovinazzi                         | All                  |
| Scuderia AlphaTauri Honda     | AlphaTauri-Honda          | AT01     | Honda RA620H        | 10 26       | Pierre Gasly Daniil Kvyat                                 | All                  |
| Scuderia Ferrari              | Ferrari                   | SF1000   | Ferrari 065         | 5 16        | Sebastian Vettel Charles Leclerc                          | All                  |
| Haas F1 Team                  | Haas-Ferrari              | VF-20    | Ferrari 065         | 8 51 20     | Romain Grosjean Pietro Fittipaldi Kevin Magnussen         | 1–15 16–17 All       |
| McLaren F1 Team               | McLaren-Renault           | MCL35    | Renault E-Tech 20   | 4 55        | Lando Norris Carlos Sainz Jr.                             | All                  |
| Mercedes-AMG Petronas F1 Team | Mercedes                  | F1 W11   |                     | 44 63 77    | Lewis Hamilton George Russell Valtteri Bottas             | 1–15, 17 16 All      |
| BWT Racing Point F1 Team      | Racing Point-BWT Mercedes | RP20     | BWT Mercedes        | 11 27 18 27 | Sergio Pérez Nico Hülkenberg Lance Stroll Nico Hülkenberg | 1–4, 6–17 4–5 All 11 |
| Aston Martin Red Bull Racing  | Red Bull Racing-Honda     | RB16     | Honda RA620H        | 23 33       | Alexander Albon Max Verstappen                            | All                  |
| Renault DP World F1 Team      | Renault                   | R.S.20   | Renault E-Tech 20   | 3 31        | Daniel Ricciardo Esteban Ocon                             | All                  |
| Williams Racing               | Williams-Mercedes         | FW43     | Mercedes-AMG F1 M11 | 6 63 89     | Nicholas Latifi George Russell Jack Aitken                | All 1–15, 17 16      |

Chú thích: All: Tham gia tất cả chặng đua trong mùa giải

### Thay đổi trong danh sách đội đua tham gia
Đội đua Toro Rosso đổi tên thành Alpha Tauri
Đội đua Willams thay đổi chủ sở hữu sau khi gia đình Williams quyết định bán lại đội đua cho tập đoàn Dorilton Capital của Mỹ.

### Thay đổi trong danh sách tay đua chính tham gia
Ở đội Renault: Esteban Ocon thay thế Nico Hulkenberg. Ở đội Williams, Nicholas Latifi thay thế Robert Kubica.
Bước sang chặng đua GP Sakhir, tay đua Lewis Hamilton bị nhiễm COVID-19 buộc phải cách ly 7 ngày, Mercedes phải cho George Russell mượn để lấy Williams cho Jack Atiken

## Lịch thi đấu

Màu xanh lá cây là các quốc gia có tổ chức chặng đua. Màu xám đậm là các quốc gia có chặng đua bị hủy.

| Stt | Chặng đua                   | Trường đua                                                  | Ngày  |
| --- | --------------------------- | ----------------------------------------------------------- | ----- |
| 1   | Austrian Grand Prix         | Red Bull Ring, Spielberg                                    | 05/07 |
| 2   | Styrian Grand Prix          | Red Bull Ring, Spielberg                                    | 12/07 |
| 3   | Hungarian Grand Prix        | Hungaroring, Mogyoród                                       | 19/07 |
| 4   | British Grand Prix          | Trường đua Silverstone, Silverstone                         | 02/08 |
| 5   | 70th Anniversary Grand Prix | Trường đua Silverstone, Silverstone                         | 09/08 |
| 6   | Spanish Grand Prix          | Circuit de Barcelona-Catalunya, Montmeló                    | 16/08 |
| 7   | Belgian Grand Prix          | Circuit de Spa-Francorchamps, Stavelot                      | 30/08 |
| 8   | Italian Grand Prix          | Autodromo Nazionale di Monza, Monza                         | 06/09 |
| 9   | Tuscan Grand Prix           | Autodromo Internazionale del Mugello, Scarperia e San Piero | 13/09 |
| 10  | Russian Grand Prix          | Sochi Autodrom, Sochi                                       | 27/09 |
| 11  | Eifel Grand Prix            | Nürburgring, Nürburg                                        | 11/10 |
| 12  | Portuguese Grand Prix       | Autódromo Internacional do Algarve, Portimão                | 25/10 |
| 13  | Emilia Romagna Grand Prix   | Autodromo Internazionale Enzo e Dino Ferrari, Imola         | 01/11 |
| 14  | Turkish Grand Prix          | Istanbul Park, Tuzla                                        | 15/11 |
| 15  | Bahrain Grand Prix          | Bahrain International Circuit, Sakhir                       | 29/11 |
| 16  | Sakhir Grand Prix           | Bahrain International Circuit, Sakhir                       | 06/12 |
| 17  | Abu Dhabi Grand Prix        | Trường đua Yas Marina, Abu Dhabi                            | 13/12 |

### Thay đổi trong lịch thi đấu
Do đại dịch covid-19 nên giải đua được rút ngắn từ 22 chặng xuống còn 17 chặng, trong đó những trường đua Red Bull Ring, Silverstone và Sakhir được phép tổ chức 2 chặng đua. Sakhir là trường đua duy nhất tổ chức 2 chặng đua bằng 2 kiểu đường khác nhau.
Các chặng đua sau đây có tên trong lịch thi đấu ban đầu nhưng bị hủy vì covid-19: GP Úc, GP Việt Nam, GP Trung Quốc, GP Hà Lan, GP Monaco, GP Azerbaijan, GP Canada, GP Pháp, GP Singapore, GP Nhật Bản, GP Mỹ, GP Mexico và GP Brasil
Các chặng đua được bổ sung: GP Styria, GP 70 năm, GP Tuscan, GP Eifel, GP Bồ Đào Nha, GP Emilia Romagna, GP Thổ Nhĩ kỳ và GP Sakhir.

## Kết quả và Bảng xếp hạng

### Kết quả
| Stt | Chặng đua                   | Pole            | Fastest lap      | Tay đua chiến thắng | Đội đua chiến thắng       | Chi tiết |
| --- | --------------------------- | --------------- | ---------------- | ------------------- | ------------------------- | -------- |
| 1   | Austrian Grand Prix         | Valtteri Bottas | Lando Norris     | Valtteri Bottas     | Mercedes                  | Chi tiết |
| 2   | Styrian Grand Prix          | Lewis Hamilton  | Carlos Sainz Jr. | Lewis Hamilton      | Mercedes                  | Chi tiết |
| 3   | Hungarian Grand Prix        | Lewis Hamilton  | Lewis Hamilton   | Lewis Hamilton      | Mercedes                  | Chi tiết |
| 4   | British Grand Prix          | Lewis Hamilton  | Max Verstappen   | Lewis Hamilton      | Mercedes                  | Chi tiết |
| 5   | 70th Anniversary Grand Prix | Valtteri Bottas | Lewis Hamilton   | Max Verstappen      | Red Bull Racing-Honda     | Chi tiết |
| 6   | Spanish Grand Prix          | Lewis Hamilton  | Valtteri Bottas  | Lewis Hamilton      | Mercedes                  | Chi tiết |
| 7   | Belgian Grand Prix          | Lewis Hamilton  | Daniel Ricciardo | Lewis Hamilton      | Mercedes                  | Chi tiết |
| 8   | Italian Grand Prix          | Lewis Hamilton  | Lewis Hamilton   | Pierre Gasly        | AlphaTauri-Honda          | Chi tiết |
| 9   | Tuscan Grand Prix           | Lewis Hamilton  | Lewis Hamilton   | Lewis Hamilton      | Mercedes                  | Chi tiết |
| 10  | Russian Grand Prix          | Lewis Hamilton  | Valtteri Bottas  | Valtteri Bottas     | Mercedes                  | Chi tiết |
| 11  | Eifel Grand Prix            | Valtteri Bottas | Max Verstappen   | Lewis Hamilton      | Mercedes                  | Chi tiết |
| 12  | Portuguese Grand Prix       | Lewis Hamilton  | Lewis Hamilton   | Lewis Hamilton      | Mercedes                  | Chi tiết |
| 13  | Emilia Romagna Grand Prix   | Valtteri Bottas | Lewis Hamilton   | Lewis Hamilton      | Mercedes                  | Chi tiết |
| 14  | Turkish Grand Prix          | Lance Stroll    | Lando Norris     | Lewis Hamilton      | Mercedes                  | Chi tiết |
| 15  | Bahrain Grand Prix          | Lewis Hamilton  | Max Verstappen   | Lewis Hamilton      | Mercedes                  | Chi tiết |
| 16  | Sakhir Grand Prix           | Valtteri Bottas | George Russell   | Sergio Pérez        | Racing Point-BWT Mercedes | Chi tiết |
| 17  | Abu Dhabi Grand Prix        | Max Verstappen  | Daniel Ricciardo | Max Verstappen      | Red Bull Racing-Honda     | Chi tiết |

Nguồn: Trang chủ Formula1

### Bảng xếp hạng tay đua
| Stt | Tay đua            | AUT | STY | HUN | GBR | 70A | ESP | BEL | ITA | TUS | RUS | EIF  | POR | EMI | TUR | BHR | SKH | ABU | Điểm |
| --- | ------------------ | --- | --- | --- | --- | --- | --- | --- | --- | --- | --- | ---- | --- | --- | --- | --- | --- | --- | ---- |
| 1   | Lewis Hamilton     | 4   | 1P  | 1PF | 1P  | 2F  | 1P  | 1P  | 7PF | 1PF | 3P  | 1    | 1PF | 1F  | 1   | 1P  |     | 3   | 347  |
| 2   | Valtteri Bottas    | 1P  | 2   | 3   | 11  | 3P  | 3F  | 2   | 5   | 2   | 1F  | RetP | 2   | 2P  | 14  | 8   | 8P  | 2   | 223  |
| 3   | Max Verstappen     | Ret | 3   | 2   | 2F  | 1   | 2   | 3   | Ret | Ret | 2   | 2F   | 3   | Ret | 6   | 2F  | Ret | 1P  | 214  |
| 4   | Sergio Pérez       | 6   | 6   | 7   | WD  |     | 5   | 10  | 10  | 5   | 4   | 4    | 7   | 6   | 2   | 18  | 1   | Ret | 125  |
| 5   | Daniel Ricciardo   | Ret | 8   | 8   | 4   | 14  | 11  | 4F  | 6   | 4   | 5   | 3    | 9   | 3   | 10  | 7   | 5   | 7F  | 119  |
| 6   | Carlos Sainz Jr.   | 5   | 9F  | 9   | 13  | 13  | 6   | DNS | 2   | Ret | Ret | 5    | 6   | 7   | 5   | 5   | 4   | 6   | 105  |
| 7   | Alexander Albon    | 13  | 4   | 5   | 8   | 5   | 8   | 6   | 15  | 3   | 10  | Ret  | 12  | 15  | 7   | 3   | 6   | 4   | 105  |
| 8   | Charles Leclerc    | 2   | Ret | 11  | 3   | 4   | Ret | 14  | Ret | 8   | 6   | 7    | 4   | 5   | 4   | 10  | Ret | 13  | 98   |
| 9   | Lando Norris       | 3F  | 5   | 13  | 5   | 9   | 10  | 7   | 4   | 6   | 15  | Ret  | 13  | 8   | 8F  | 4   | 10  | 5   | 97   |
| 10  | Pierre Gasly       | 7   | 15  | Ret | 7   | 11  | 9   | 8   | 1   | Ret | 9   | 6    | 5   | Ret | 13  | 6   | 11  | 8   | 75   |
| 11  | Lance Stroll       | Ret | 7   | 4   | 9   | 6   | 4   | 9   | 3   | Ret | Ret | WD   | Ret | 13  | 9P  | Ret | 3   | 10  | 75   |
| 12  | Esteban Ocon       | 8   | Ret | 14  | 6   | 8   | 13  | 5   | 8   | Ret | 7   | Ret  | 8   | Ret | 11  | 9   | 2   | 9   | 62   |
| 13  | Sebastian Vettel   | 10  | Ret | 6   | 10  | 12  | 7   | 13  | Ret | 10  | 13  | 11   | 10  | 12  | 3   | 13  | 12  | 14  | 33   |
| 14  | Daniil Kvyat       | 12  | 10  | 12  | Ret | 10  | 12  | 11  | 9   | 7   | 8   | 15   | 19  | 4   | 12  | 11  | 7   | 11  | 32   |
| 15  | Nico Hülkenberg    |     |     |     | DNS | 7   |     |     |     |     |     | 8    |     |     |     |     |     |     | 10   |
| 16  | Kimi Räikkönen     | Ret | 11  | 15  | 17  | 15  | 14  | 12  | 13  | 9   | 14  | 12   | 11  | 9   | 15  | 15  | 14  | 12  | 4    |
| 17  | Antonio Giovinazzi | 9   | 14  | 17  | 14  | 17  | 16  | Ret | 16  | Ret | 11  | 10   | 15  | 10  | Ret | 16  | 13  | 16  | 4    |
| 18  | George Russell     | Ret | 16  | 18  | 12  | 18  | 17  | Ret | 14  | 11  | 18  | Ret  | 14  | Ret | 16  | 12  | 9F  | 15  | 3    |
| 19  | Romain Grosjean    | Ret | 13  | 16  | 16  | 16  | 19  | 15  | 12  | 12  | 17  | 9    | 17  | 14  | Ret | Ret |     |     | 2    |
| 20  | Kevin Magnussen    | Ret | 12  | 10  | Ret | Ret | 15  | 17  | Ret | Ret | 12  | 13   | 16  | Ret | 17  | 17  | 15  | 18  | 1    |
| 21  | Nicholas Latifi    | 11  | 17  | 19  | 15  | 19  | 18  | 16  | 11  | Ret | 16  | 14   | 18  | 11  | Ret | 14  | Ret | 17  | 0    |
| 22  | Jack Aitken        |     |     |     |     |     |     |     |     |     |     |      |     |     |     |     | 16  |     | 0    |
| 23  | Pietro Fittipaldi  |     |     |     |     |     |     |     |     |     |     |      |     |     |     |     | 17  | 19  | 0    |

| Chú thích          | Chú thích                         |
| Màu                | Ý nghĩa                           |
| ------------------ | --------------------------------- |
| Vàng               | Chiến thắng                       |
| Bạc                | Hạng nhì                          |
| Đồng               | Hạng ba                           |
| Lá cây             | Ghi điểm                          |
| Xanh nhạt          | Được xếp hạng                     |
| Xanh nhạt          | Không xếp hạng, có hoàn thành(NC) |
| Tím                | Không xếp hạng, bỏ cuộc(Ret)      |
| Cam                | Không phân hạng (DNQ)             |
| Cam                | Did not pre-qualify (DNPQ)        |
| Đen                | Hủy kết quả(DSQ)                  |
| Trắng              | Không đua chính(DNS)              |
| Trắng              | Cuộc đua bị hủy (C)               |
| Ô trống            | Không đua thử (DNP)               |
| Ô trống            | Loại trừ(EX)                      |
| Ô trống            | Không đến (DNA)                   |
| Ô trống            | Rút lui(WD)                       |
| Annotation         | Meaning                           |
| P                  | Pole position                     |
| F                  | Fastest lap                       |
| Superscript number | Position in sprint qualifying     |

Nguồn: Trang chủ Formula1

### Bảng xếp hạng đội đua
| Stt | Đội đua                   | AUT | STY | HUN | GBR | 70A | ESP | BEL | ITA | TUS | RUS | EIF  | POR | EMI | TUR | BHR | SKH | ABU | Điểm |
| --- | ------------------------- | --- | --- | --- | --- | --- | --- | --- | --- | --- | --- | ---- | --- | --- | --- | --- | --- | --- | ---- |
| 1   | Mercedes                  | 1P  | 1P  | 1PF | 1P  | 2F  | 1P  | 1P  | 5   | 1PF | 1F  | 1    | 1PF | 1F  | 1   | 1P  | 8P  | 2   | 573  |
| 1   | Mercedes                  | 4   | 2   | 3   | 11  | 3P  | 3F  | 2   | 7PF | 2   | 3P  | RetP | 2   | 2P  | 14  | 8   | 9F  | 3   | 573  |
| 2   | Red Bull Racing-Honda     | 13  | 3   | 2   | 2F  | 1   | 2   | 3   | 15  | 3   | 2   | 2F   | 3   | 15  | 6   | 2F  | 6   | 1P  | 319  |
| 2   | Red Bull Racing-Honda     | Ret | 4   | 5   | 8   | 5   | 8   | 6   | Ret | Ret | 10  | Ret  | 12  | Ret | 7   | 3   | Ret | 4   | 319  |
| 3   | McLaren-Renault           | 3F  | 5   | 9   | 5   | 9   | 6   | 7   | 2   | 6   | 15  | 5    | 6   | 7   | 5   | 4   | 4   | 5   | 202  |
| 3   | McLaren-Renault           | 5   | 9F  | 13  | 13  | 13  | 10  | DNS | 4   | Ret | Ret | Ret  | 13  | 8   | 8F  | 5   | 10  | 6   | 202  |
| 4   | Racing Point-BWT Mercedes | 6   | 6   | 4   | 9   | 6   | 4   | 9   | 3   | 5   | 4   | 4    | 7   | 6   | 2   | 18  | 1   | 10  | 195  |
| 4   | Racing Point-BWT Mercedes | Ret | 7   | 7   | DNS | 7   | 5   | 10  | 10  | Ret | Ret | 8    | Ret | 13  | 9P  | Ret | 3   | Ret | 195  |
| 5   | Renault                   | 8   | 8   | 8   | 4   | 8   | 11  | 4F  | 6   | 4   | 5   | 3    | 8   | 3   | 10  | 7   | 2   | 7F  | 181  |
| 5   | Renault                   | Ret | Ret | 14  | 6   | 14  | 13  | 5   | 8   | Ret | 7   | Ret  | 9   | Ret | 11  | 9   | 5   | 9   | 181  |
| 6   | Ferrari                   | 2   | Ret | 6   | 3   | 4   | 7   | 13  | Ret | 8   | 6   | 7    | 4   | 5   | 3   | 10  | 12  | 13  | 131  |
| 6   | Ferrari                   | 10  | Ret | 11  | 10  | 12  | Ret | 14  | Ret | 10  | 13  | 11   | 10  | 12  | 4   | 13  | Ret | 14  | 131  |
| 7   | AlphaTauri-Honda          | 7   | 10  | 12  | 7   | 10  | 9   | 8   | 1   | 7   | 8   | 6    | 5   | 4   | 12  | 6   | 7   | 8   | 107  |
| 7   | AlphaTauri-Honda          | 12  | 15  | Ret | Ret | 11  | 12  | 11  | 9   | Ret | 9   | 15   | 19  | Ret | 13  | 11  | 11  | 11  | 107  |
| 8   | Alfa Romeo Racing-Ferrari | 9   | 11  | 15  | 14  | 15  | 14  | 12  | 13  | 9   | 11  | 10   | 11  | 9   | 15  | 15  | 13  | 12  | 8    |
| 8   | Alfa Romeo Racing-Ferrari | Ret | 14  | 17  | 17  | 17  | 16  | Ret | 16  | Ret | 14  | 12   | 15  | 10  | Ret | 16  | 14  | 16  | 8    |
| 9   | Haas-Ferrari              | Ret | 12  | 10  | 16  | 16  | 15  | 15  | 12  | 12  | 12  | 9    | 16  | 14  | 17  | 17  | 15  | 18  | 3    |
| 9   | Haas-Ferrari              | Ret | 13  | 16  | Ret | Ret | 19  | 17  | Ret | Ret | 17  | 13   | 17  | Ret | Ret | Ret | 17  | 19  | 3    |
| 10  | Williams-Mercedes         | 11  | 16  | 18  | 12  | 18  | 17  | 16  | 11  | 11  | 16  | 14   | 14  | 11  | 16  | 12  | 16  | 15  | 0    |
| 10  | Williams-Mercedes         | Ret | 17  | 19  | 15  | 19  | 18  | Ret | 14  | Ret | 18  | Ret  | 18  | Ret | Ret | 14  | Ret | 17  | 0    |

| Chú thích          | Chú thích                         |
| Màu                | Ý nghĩa                           |
| ------------------ | --------------------------------- |
| Vàng               | Chiến thắng                       |
| Bạc                | Hạng nhì                          |
| Đồng               | Hạng ba                           |
| Lá cây             | Ghi điểm                          |
| Xanh nhạt          | Được xếp hạng                     |
| Xanh nhạt          | Không xếp hạng, có hoàn thành(NC) |
| Tím                | Không xếp hạng, bỏ cuộc(Ret)      |
| Cam                | Không phân hạng (DNQ)             |
| Cam                | Did not pre-qualify (DNPQ)        |
| Đen                | Hủy kết quả(DSQ)                  |
| Trắng              | Không đua chính(DNS)              |
| Trắng              | Cuộc đua bị hủy (C)               |
| Ô trống            | Không đua thử (DNP)               |
| Ô trống            | Loại trừ(EX)                      |
| Ô trống            | Không đến (DNA)                   |
| Ô trống            | Rút lui(WD)                       |
| Annotation         | Meaning                           |
| P                  | Pole position                     |
| F                  | Fastest lap                       |
| Superscript number | Position in sprint qualifying     |